# Bacula
Bacula is een geslacht van weekdieren uit de klasse van de Gastropoda (slakken).

## Soorten
- Bacula lamberti (Souverbie, 1875)
- Bacula morisyuichiroi (Habe, 1968)
- Bacula striolata H. Adams & A. Adams, 1863